# Бельгія на зимових Олімпійських іграх 2018
Бельгія на зимових Олімпійських іграх 2018, що проходили з 9 по 25 лютого 2018 у Пхьончхані (Південна Корея), була представлена 6 спортсменами в 3 видах спорту.

## Медалісти
| Медалі | Спортсмени  | Вид спорту          | Дисципліна           | Дата      |
| ------ | ----------- | ------------------- | -------------------- | --------- |
| Срібло | Барт Свінгс | Ковзанярський спорт | мас-старт (чоловіки) | 24 лютого |

## Спортсмени
| Вид спорту          | Чоловіки | Жінки | Всього |
| ------------------- | -------- | ----- | ------ |
| Ковзанярський спорт | 1        | 1     | 2      |
| Фігурне катання     | 1        | 1     | 2      |
| Шорт-трек           | 2        | 0     | 2      |
| Усього              | 4        | 2     | 6      |